# Port lotniczy Harbin-Taiping
Port lotniczy Harbin-Taiping (IATA: HRB, ICAO: ZYHB) – międzynarodowy port lotniczy położony 33 km od Harbin, w prowincji Heilongjiang, w Chińskiej Republice Ludowej.

## Linie lotnicze i połączenia
| Linia Lotnicza           | Kierunek |
| ------------------------ | --- |
| 9 Air                    | 1. Guangzhou 2. Guiyang 3. Huai’an 4. Nankin 5. Xinzhou |
| Aerofłot                 | 1. Krasnojarsk 2. Władywostok |
| Chang’an Airlines        | 1. Xi’an |
| Air China                | 1. Pekin 2. Pekin-Daxing 3. Chengdu-Tianfu 4. Chongqing 5. Dongying 6. Fuyuan 7. Hangzhou 8. Jiansanjiang 9. Kunming 10. Szanghaj-Pudong 11. Tiencin-Binhai 12. Weihai 13. Wuhan |
| Air Travel               | 1. Changsha 2. Wuxi |
| Asiana Airlines          | 1. Seul-Inczon |
| Aurora                   | 1. Chabarowsk 2. Władywostok 3. Jużnosachalińsk |
| Beijing Capital Airlines | 1. Changsha 2. Guangzhou 3. Haikou 4. Hangzhou 5. Jinan 6. Kunming 7. Nankin 8. Ningbo 9. Qingdao 10. Sanya 11. Shijiazhuang |
| Chengdu Airlines         | 1. Chengdu-Tianfu 2. Fuyuan 3. Heihe 4. Jiagedaqi 5. Manzhouli 6. Mohe 7. Weihai 8. Zhalantun |
| China Eastern Airlines   | 1. Pekin-Daxing 2. Chengdu-Tianfu 3. Dalian 4. Guangzhou 5. Hefei 6. Heihe 7. Jiagedaqi 8. Kunming 9. Nanchang 10. Nankin 11. Ningbo 12. Ordos 13. Qingdao 14. Seul-Inczon 15. Szanghaj-Hongqiao 16. Szanghaj-Pudong 17. Tokio-Narita 18. Weihai 19. Wuxi 20. Xi’an 21. Yantai 22. Yinchuan 23. Zhangjiajie 24. Zhuhai |
| China Express Airlines   | 1. Baotou 2. Quzhou 3. Xi’an 4. Xilinhot 5. Yulin |
| China Southern Airlines  | 1. Anyang 2. Pekin-Daxing 3. Changsha 4. Chengdu-Tianfu 5. Chongqing 6. Guangzhou 7. Guiyang 8. Haikou 9. Hangzhou 10. Hefei 11. Heihe 12. Hongkong 13. Jeju 14. Kunming 15. Mohe 16. Nagoja-Centrair 17. Nankin 18. Nanning 19. Niigata 20. Osaka-Kansai 21. Qingdao 22. Rizhao 23. Sanya 24. Seul-Inczon 25. Szanghaj-Pudong 26. Shenzhen 27. Tajpej-Taoyuan 28. Taiyuan 29. Tokio-Narita 30. Wuhan 31. Xiamen 32. Xi’an 33. Yinchuan 34. Zhangjiajie 35. Zhengzhou 36. Zhuhai |
| China United Airlines    | 1. Pekin-Daxing 2. Shijiazhuang 3. Wenzhou 4. Wudalianchi |
| Chongqing Airlines       | 1. Chongqing 2. Qingdao 3. Zhengzhou |
| Donghai Airlines         | 1. Mohe 2. Shenzhen |
| Eastar Jet               | 1. Cheongju |
| Fuzhou Airlines          | 1. Anqing 2. Fuzhou 3. Guiyang 4. Haikou 5. Hohhot 6. Jinggangshan 7. Sanming 8. Sanya 9. Taiyuan 10. Wuhan 11. Wuhu 12. Xiamen 13. Yichang 14. Zhoushan 15. Zunyi-Xinzhou |
| Grand China Air          | 1. Pekin 2. Wuhan |
| Hainan Airlines          | 1. Pekin 2. Chongqing 3. Guangzhou 4. Haikou 5. Hangzhou 6. Hohhot 7. Jinan 8. Chabarowsk 9. Nankin 10. Nanning 11. Qingdao 12. Qinhuangdao 13. Qionghai 14. Sanya 15. Shenzhen 16. Tiencin 17. Tongliao 18. Xiamen 19. Xi’an 20. Yantai |
| Hunnu Air                | 1. Ułan Bator |
| IrAero                   | 1. Irkuck Sezonowo: 1. Błagowieszczeńsk |
| Jeju Air                 | 1. Seul-Inczon |
| Jiangxi Air              | 1. Luoyang 2. Nanchang 3. Taiyuan 4. Zhengzhou |
| Joy Air                  | 1. Beihai 2. Changsha 3. Xi’an 4. Yantai |
| Juneyao Airlines         | 1. Chifeng 2. Hangzhou 3. Huai’an 4. Huizhou 5. Nankin 6. Osaka-Kansai 7. Szanghaj-Pudong 8. Wuxi |
| Kunming Airlines         | 1. Chengdu-Tianfu 2. Kunming |
| LJ Air                   | 1. Changsha 2. Changzhou 3. Chifeng 4. Guilin 5. Haikou 6. Hefei 7. Hohhot 8. Linfen 9. Qingdao 10. Shenzhen 11. Suifenhe 12. Taiyuan 13. Xishuangbanna 14. Yangzhou 15. Zhuhai |
| Loong Air                | 1. Haikou 2. Handan 3. Hangzhou 4. Heze 5. Linyi 6. Sanya 7. Shenzhen 8. Ulanhot 9. Weifang 10. Weihai 11. Wuhan 12. Xi’an 13. Xiangyang 14. Xuzhou 15. Yantai 16. Zhuhai |
| Lucky Air                | 1. Chengdu-Tianfu 2. Kunming 3. Shijiazhuang |
| Okay Airways             | 1. Changsha 2. Hangzhou 3. Jinan 4. Sanya 5. Tiencin |
| Qingdao Airlines         | 1. Chengdu-Tianfu 2. Fuzhou 3. Ningbo 4. Qingdao 5. Weihai 6. Yantai |
| Ruili Airlines           | 1. Chengdu-Tianfu 2. Datong 3. Kunming 4. Nanyang 5. Tangshan |
| Shandong Airlines        | 1. Chongqing 2. Guiyang 3. Jinan 4. Nanning 5. Qingdao 6. Szanghaj-Pudong 7. Tiencin 8. Wuyishan 9. Xiamen 10. Zhuhai |
| Shanghai Airlines        | 1. Szanghaj-Pudong 2. Tongliao 3. Wenzhou 4. Yantai |
| Shenzhen Airlines        | 1. Changzhou 2. Chengdu-Tianfu 3. Guangzhou 4. Guiyang 5. Haikou 6. Heihe 7. Jixi 8. Linyi 9. Nanchang 10. Nankin 11. Nantong 12. Ningbo 13. Sanya 14. Shenzhen 15. Wenzhou 16. Xiamen 17. Yangzhou 18. Yantai 19. Yuncheng 20. Zhengzhou |
| Sichuan Airlines         | 1. Beihai 2. Changsha 3. Changzhou 4. Chengdu-Shuangliu 5. Chengdu-Tianfu 6. Chongqing 7. Guangzhou 8. Guilin 9. Guiyang 10. Haikou 11. Hangzhou 12. Jiansanjiang 13. Jieyang 14. Jinan 15. Kunming 16. Lanzhou 17. Mianyang 18. Nankin 19. Nanning 20. Sanya 21. Szanghaj-Pudong 22. Taiyuan 23. Tiencin 24. Wenzhou 25. Wuhan 26. Xi’an 27. Xishuangbanna 28. Xuzhou 29. Yantai 30. Yinchuan 31. Zhengzhou                                                                     |
| Spring Airlines          | 1. Fuzhou 2. Huai’an 3. Jieyang 4. Mohe 5. Nanchang 6. Ningbo 7. Szanghaj-Pudong 8. Shenzhen 9. Shijiazhuang 10. Tonghua 11. Yangzhou |
| Spring Airlines Japan    | 1. Tokio-Narita |
| Suparna Airlines         | 1. Szanghaj-Pudong |
| Thai AirAsia X           | 1. Bangkok-Don Muang |
| Tianjin Airlines         | 1. Tiencin 2. Xi’an |
| Tibet Airlines           | 1. Chengdu-Shuangliu 2. Taiyuan |
| Ural Airlines            | 1. Irkuck 2. Krasnojarsk 3. Nowosybirsk 4. Władywostok 5. Jekaterynburg |
| Vietnam Airlines         | Czartery: 1. Nha Trang |
| West Air                 | 1. Chongqing 2. Hefei 3. Qingdao 4. Sanya 5. Xuzhou 6. Zhengzhou |
| Xiamen Air               | 1. Changsha 2. Fuzhou 3. Haikou 4. Hangzhou 5. Jinan 6. Lianyungang 7. Liuzhou 8. Nankin 9. Nantong 10. Qingdao 11. Quanzhou 12. Shenzhen 13. Tiencin 14. Xiamen 15. Yancheng 16. Zhengzhou |
| Yakutia Airlines         | 1. Jakuck |